# Bjärka socken
Bjärka socken i Västergötland ingick i Gudhems härad och är sedan 1971 en del av Skara kommun, från 2016 inom Bjärka-Härlunda distrikt.
Socknens areal är 32,55 kvadratkilometer land. År 1987, sista året med officiell statistik, fanns här 49 invånare. Dagsnäs slott ligger i socknen. Sockenkyrkan Bjärklunda kyrka är gemensam med Härlunda socken och ligger i den socknen. Bjärka medeltidskyrka, som var från 1100-talet, revs 1781.

## Administrativ historik
Socknen har medeltida ursprung.
Vid kommunreformen 1862 övergick socknens ansvar för de kyrkliga frågorna till Bjärka församling och för de borgerliga frågorna bildades Bjärka landskommun. Landskommunen uppgick 1952 i Gudhems landskommun där denna del utbröts 1971 och då uppgick i Skara kommun. Församlingen uppgick 1989 i Härlunda församling som 2006 uppgick i Ardala församling.
1 januari 2016 inrättades distriktet Bjärka-Härlunda, med samma omfattning som Härlunda församling hade 1999/2000 och fick 1989, och vari detta sockenområde ingår.
Socknen har tillhört län, fögderier, tingslag och domsagor enligt vad som beskrivs i artikeln Gudhems härad. De indelta soldaterna tillhörde Skaraborgs regemente Livkompaniet och Västgöta regemente, Gudhems kompani..

## Geografi
Bjärka socken ligger nordväst om Falköping väster om Hornborgasjön. Socknen är en skog- och mossrik slättbygd.

## Fornlämningar
Boplatser från stenåldern är funna vid Horborgasjön. Från järnåldern finns gravar, gravfält stensättning ar och domarringar.

## Namnet
Namnet skrevs 1390 Biærko och kommer från kyrkbyn. Namnet innehåller björk och kan avse en naturformation eller återgå på ett äldre ortnamn Biork, 'ställe där det växer björk'.